# Mindelo (Kaapverdië)
Mindelo, officieel Cidade do Mindelo, is de hoofdplaats van de gemeente São Vicente in de geografische regio Ilhas de Barlavento in Kaapverdië. Het is met 70.468 inwoners de tweede stad van Kaapverdië. De stad heeft een oppervlakte van 67 km². Het ligt aan de Baia do Porto Grande (Baai van de grote haven), een onderzeese vulkaankrater met een diameter van ongeveer 4 km in het noordwesten van het eiland.

## Geschiedenis
Mindelo was een belangrijke tussenstop voor de internationale zeevaart tussen Zuid-Amerika enerzijds en Afrika en Europa anderzijds. De haven profiteerde sterk van de opkomst van het stoomschip, omdat de Portugezen er in 1838 enorme kolendepots creëerden. Schepen van diverse nationaliteiten ontmoetten elkaar in de haven. Deze mix van culturen gedurende enkele honderden jaren heeft ertoe geleid dat Mindelo de culturele hoofdstad van Kaapverdië is geworden.
Sinds september 2005 is in Mindelo een dependance van de Portugese universiteit Universidade Lusófona gevestigd. Er wordt rechten, bestuurskunde, informatica en civiele techniek onderwezen.

## Stadsbeeld
StrandHet eigen stadsstrand Laginha Beach is verbreed en ontwikkelt zich sinds 2016 tot populaire verblijfplaats.
HavensDe zeehaven is gevormd door een vulkaankrater. Er is ook een jachthaven, deze ligt dichter bij het centrum.
Morabeza DeluxeDit woongebouw telt 10 verdiepingen en 49 appartementen. Daarmee is het gebouw het een na hoogste gebouw in Mindelo. Voor Kaapverdische begrippen is dit een bijzonder gebouw: dankzij de ongebruikelijke hoogte en het feit dat het de eerste met glasvezelmogelijkheid is.

## Cultuur

### Musea en andere bezienswaardigheden
Er zijn meerdere musea en andere bezienswaardigheden in Mindelo.
- Museum in de Torre de Belém met een expositie over de steden Mindelo, Praia. Adres: Avenida Marginal, Mindelo
- Centro Nacional de Artesanato, Praça Nova, Mindelo[5]
- Fortim d'El Rei, een fort gebouwd in de 19e eeuw, aan de hoogste kant van de stad Mindelo, met een fantastisch uitzicht over de stad en de baai van Porto Grande.
- Mercado Municipal, de overdekte markt, Rua de Libertad d'Africa, Mindelo
- Mercado de Peixe, de kleurrijke vismarkt van Mindelo, Avenida Marginal, Mindelo
- Praia de Laginha, het stadsstrand van Mindelo, Avenida Marginal, Mindelo
- Telefoonmuseum van CV Telecom, Rua Senador Veracruz, Mindelo

### Monumenten
- Torre de Belém, een kopie van de Torre de Belém in Lissabon. In dit monument is een museum gevestigd. Ook biedt de Torre de Belém een mooi uitzicht op de stad en op o Porto Grande, de haven van Mindelo.
- Beeld van Baltazar Lopes da Silva, mourada van Mindelo
- Beeld van Diogo Gomes, Rua Praia, Mindelo

### Evenementen
Het carnaval –Mardi Gras genoemd– is in Mindelo een jaarlijks in februari/maart terugkerend feest.

## Galerij

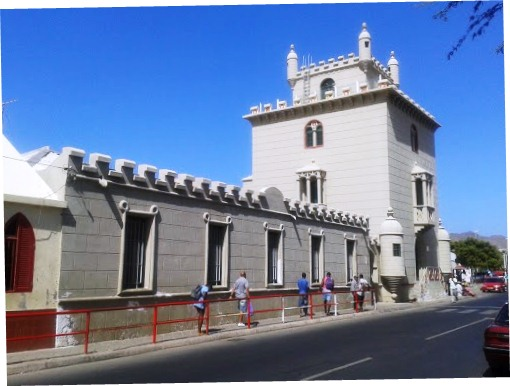
Torre de Belém (van Mindelo)
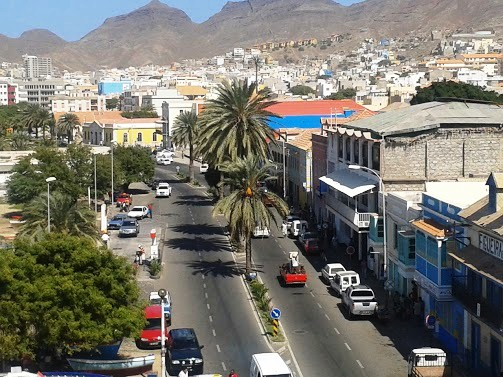
Rua Praia, Mindelo vanaf Torre de Belém (van Mindelo)
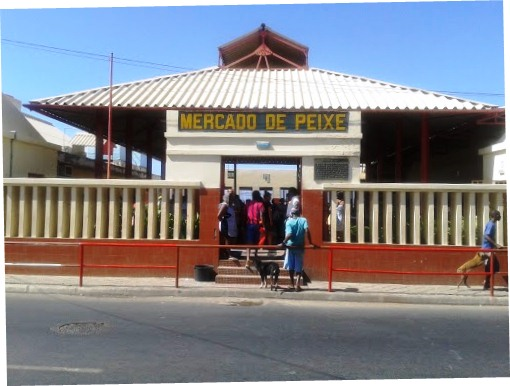
Mercado de Peixe, vismarkt van Mindelo
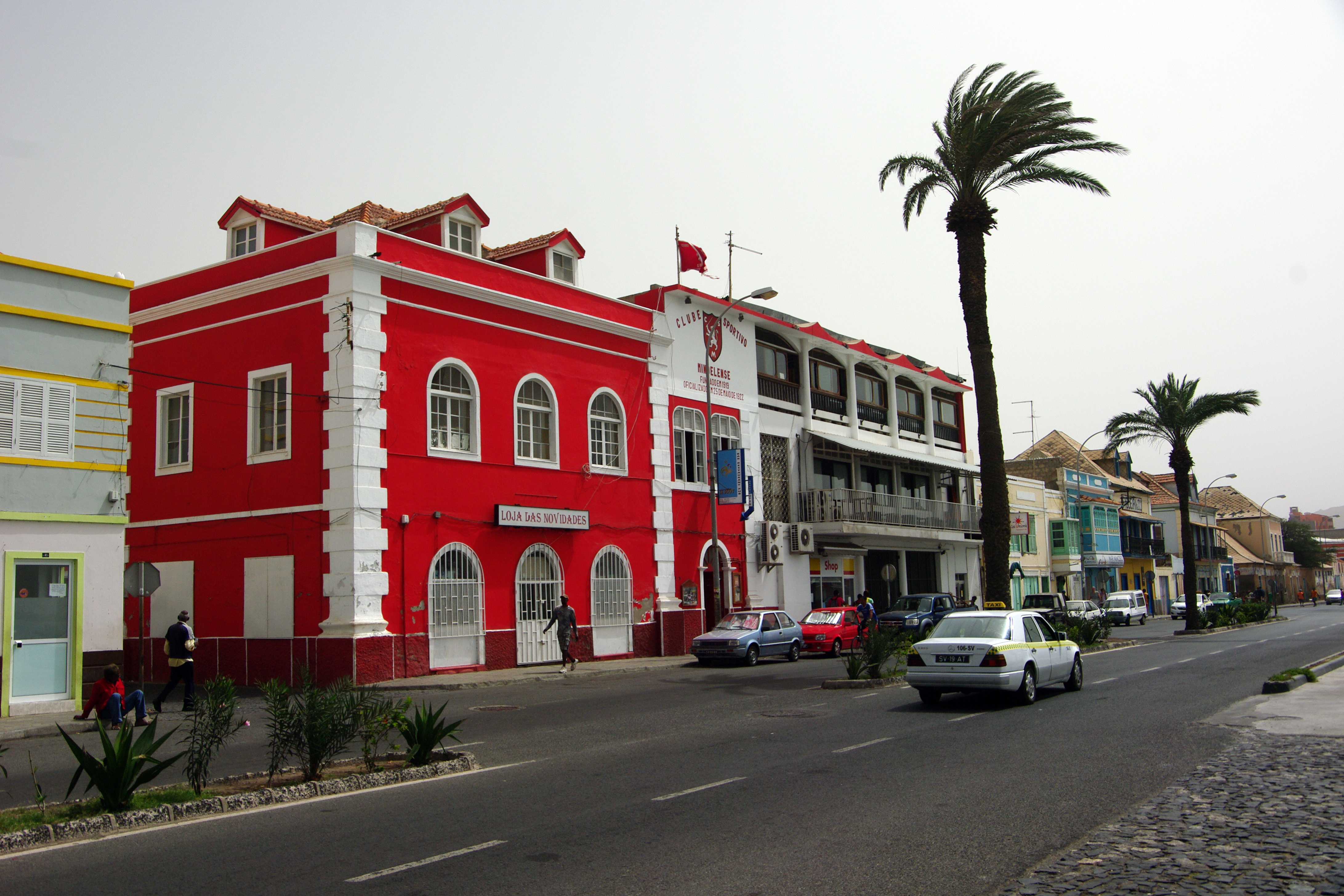
Straat in het centrum
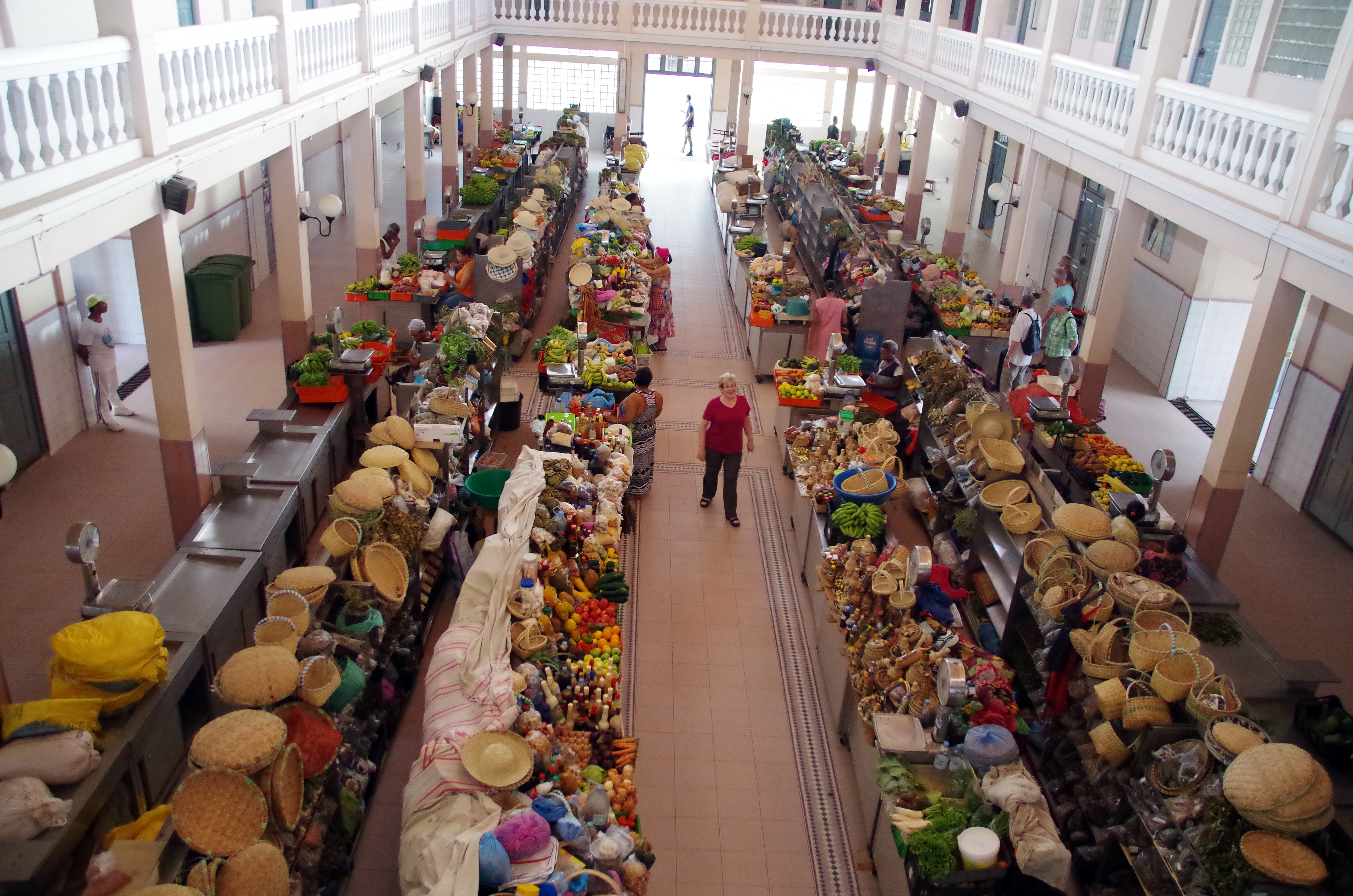
De overdekte markt van Mindelo

## Bekende personen uit Mindelo
- Jorge Humberto Morais, voetballer AC Milan  en kinderarts
- Bana (1932-2013), zanger
- Bau, gitaar- en cavaquinhospeler
- Bela Duarte, artiest
- Cesária Évora (1941-2011), zangeres
- Jorge Carlos Fonseca (1950), president van Kaapverdië (2011-heden)
- Corsino Fortes (1933), schrijver
- Eddy Fortes (1950), rapper
- Sergio Frusoni (1901-1975), dichter
- Manuel Lopes (1907-2005), schrijver
- João Cleofas Martins (1901-1970), fotograaf en schrijver
- Ovídio Martins (1928-?), schrijver en journalist
- Vasco Martins (1956), musicus
- Gabriela Mendes, folkzanger
- Ryan Mendes (1990), voetballer
- Luís Ramos Morais, schrijver
- Tito Paris (1963), musicus
- Mornista de São Vicente, zanger
- Onésimo Silveira, dichter, diplomaat en politiek activist
- Carlos Veiga (1949), minister-president